# Le Hamel (Somme)
Le Hamel település Franciaországban, Somme megyében. Lakosainak száma 488 fő (2022. január 1.). Le Hamel Cerisy, Lamotte-Warfusée, Sailly-Laurette, Sailly-le-Sec és Vaire-sous-Corbie községekkel határos. A település közelében található az első világháborús ausztrál emlékpark.

## Népesség
A település népességének változása:
| Lakosok száma | 510  | 508  | 501  | 498  | 493  | 488  | 484  | 488  |
|               | 2013 | 2015 | 2017 | 2018 | 2019 | 2020 | 2021 | 2022 |